# Hacumóde
A hacumóde (初詣, Hepburn-átírással: hatsumōde) vagyis 'első szentélylátogatás' (mármint az új esztendőben) az újévi ünnepségek fontos része Japánban, amikor is az abban az évben legszerencsésebb irányba eső (de ma már egyre inkább csak a leghíresebb) sintó szentélyekben tiszteletüket teszik a hívők, hogy pénzt vessenek az áldozati edényekbe, valamint szent nyilakat (hamaja), fogadalmi fatáblácskákat (ema), amuletteket (gofu) vásároljanak. A buzgóbbak az óév utolsó napjának éjjelén kezdik, mások az új év első hét napjára időzítik zarándoklatukat, esetleg több szentélyt is útba ejtve: a tokiói Meidzsi-szentély, a kamakurai Curugaoka Hacsiman-szentély és a kiotói Jaszaka-szentély minden január első három napján több millió látogatóra számíthat. (1998 adatai: január 3-ig 87 millióan kerestek fel szentélyeket és buddhista templomokat; a Meidzsi-szentélynek 3,5 millió látogatója volt.)